# 동파육

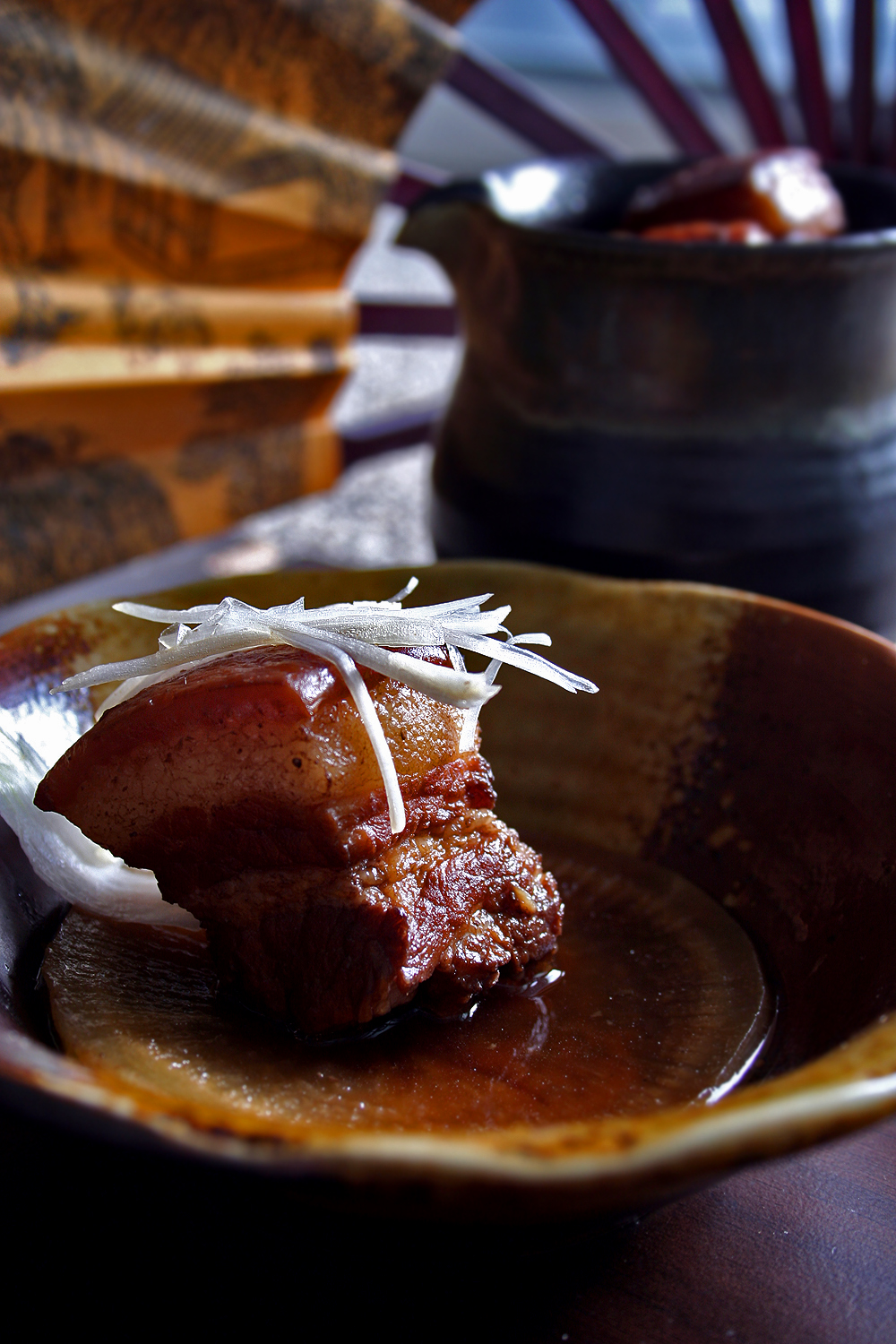
동파육

동파육(중국어 간체자: 东坡肉, 정체자: 東坡肉, 병음: Dōngpōròu)은 저장성 항저우의 대표적인 전통 요리로 오겹살(五花肉, 오화육)을 이용한 돼지고기 요리이다. 소동파가 이곳에서 벼슬을 할 때 처음 요리법이 개발되었다고 하여 동파육이라고 한다. 1956년 저장성이 인정한 항저우 36대 대표요리에 선정됐다.

## 역사
송나라때 정치가이자 문학가인 소동파는 미식가로도 알려져 있는 인물이다. 당파 다툼에 밀려 지방으로 좌천된 그는 스스로를 동파거사라 칭했으며, 항저우에 머무는 동안 '돼지고기 예찬'이라는 시까지 쓸 정도로 돼지고기를 즐겨 먹었다. 요리를 하던 중에 오랜 친구가 그를 방문해서 바둑을 두곤 했다. 소동파는 바둑에 열중해서 타는 냄새가 나도록 고기를 까맣게 잊고 있었는데, 이렇게 내 놓은 것이 바로 동파육(東坡肉)이라고 하여 거지닭(叫花鷄)과 함께 항저우의 유명한 음식이 되었다.
원래 이 사건이 발생된 곳은 황주(黃州)였는데, 후에 남송의 수도인 임안(臨安, 항저우)으로 확산되어 항저우의 대표적인 요리로 남았다고 한다.
기본적인 요리법은 돼기고기 중에 껍데기가 붙어있는 삼겹살(오겹살) 덩어리를 소흥(紹興) 지방의 명주인 소흥주(紹興酒)를 넣고 삶은 후 대파, 간장, 설탕 등을 넣고 약한 불로 5시간에서 10시간 가량 조려 만든다. 고기가 붉은 빛이 돌면서 잘 익었지만 흩어지지 않고, 먹을 때 입에 감칠맛이 돌면서 돼지고기 특유의 느끼한 맛이 없는 것이 특징이다. 처음 한번 20분 정도 삶은 후 기름에 살짝 튀긴 후 다시 삶는 등 여러 변형된 조리법이 존재한다.

## 같이 보기
- 육형석 - 동파육을 본뜬 조각이며, 현재 중화민국 타이베이시 국립고궁박물원에 소장되어있다.